# László Sziklay
László Sziklay (n. 9 ianuarie 1912, Kassa, Austro-Ungaria – d. 15 iunie 1987, Budapesta, Republica Populară Ungară) a fost un scriitor și istoric literar maghiar, specializat în relațiile culturale maghiaro-slovace.

## Biografie
A fost fiul scriitorului și profesorului Ferenc Sziklay.
În 1934 a absolvit studii de filologie maghiară, franceză și slovacă la Universitatea „Pázmány Péter” din Budapesta, obținând calificarea de profesor. A fost membru al Colegiului Eötvös și student al lingvistului János Melich.
A predat ca profesor la liceele din Nyíregyháza și Debrețin între 1934 și 1941 și apoi la un liceu din Košice între 1941 și 1944. Între anii 1942-1944 a redactat revista Új Magyar Museum.
A revenit la Budapesta în 1945, iar din anul 1956 și până la pensionare a lucrat pe post de cercetător principal la Institutul de Studii Literare din cadrul Academiei Ungare de Științe. El a fondat catedra de limba și literatura slovacă de la Universitatea „Eötvös Loránd” din Budapesta. A scris mai multe studii referitoare la literatura est-europeană,  la relațiile literare și la multilingvism.
A colaborat la revistele literare Apollo și Helikon.

## Premii și onoruri
- 1966 - distins cu Premiul Academiei Ungare de Științe clasa a II-a
- 1997 - s-a dezvelit o placă în memoria lui la Nyíregyháza[4]
- S-a dezvelit o placă memorială pe peretele unei clădiri din strada Márvány din sectorul XII al Budapestei.

## Lucrări
- Együttélés és többnyelvűség az irodalomban
- Szomszédainkról – A Kelet-Európai irodalom kérdései
- A szlovák irodalom története (Istoria literaturii slovace, 1962)
- Egy kassai polgár emlékei (2003)

## Legături externe
- Fried István: Sziklay László pályájának emlékezete. Arhivat în 13 mai 2016, la Wayback Machine. Tiszatáj. Arhivat în 13 mai 2016, la Wayback Machine.
- Laszlo Sziklay - vedec a pedagóg európskeho formátu
- ujszo.com Arhivat în 10 iunie 2016, la Wayback Machine.
- hegyvidek.hu